# 仁木義広
仁木 義広（につき よしひろ、生没年不詳）は、戦国時代の武将。伊賀守。別名は義廣。伊賀仁木氏の一族。伊勢守護仁木貞長の子の仁木高将、または刑部大輔・義持と同一人物ともされる。被官の柘植宗家によって、伊勢守護に擁立されたといわれる。

## 略歴
永正5年（1508年）細川高国は伊勢仁木氏当主である伊勢守護仁木次郎四郎高長（貞長の子、高将の兄）を頼ったとある。
その一方伊賀仁木氏の系図は不明だが、仁木政長は『永正七年大外様衆』や『後法成寺関白記』などから1510年頃まで生存していたことが確認でき、その後を継いだ四郎（刑部大輔）は、永正15年（1519年）高国に与し、摂州へ下向し開陣する旨の書状を近衛尚通に送っている（越水城の戦い?）。
大永8年（1528年）にも高国は伊賀仁木を頼っているが、『応仁記』にのみ仁木伊賀守義廣と名前の記載がある。
伊賀仁木氏は高国の死後は細川晴元方に味方しており、天文10年（1541年）11月17日に刑部大輔の弟、民部少輔入道は幕府に出仕する際に変心がないかの確認をされている。
さらに翌18日には晴元より木沢長政攻略の支援要請を受け、26日に仁木氏の兵は笠置城を攻め、城に忍び込んで放火しているが、28日になり城方から反撃を浴び30余人討死している（『多聞院日記』）。
そして翌29日に刑部大輔の子、四郎（長政）は大覚寺義俊を頼り、左京大夫に任ぜられんことを幕府に請うている（『大舘常興日記』）。
伊賀仁木氏は近衛家の信楽荘の代官であったため、刑部大輔・民部少輔・長政らは京でも活動をしており、鹿王院の隣に屋敷があった（『鹿王院文書』）。
「永禄六年諸役人附」には御供衆に仁木七郎（民部少輔か子?）、外様衆の欄には仁木左京大夫長政（伊賀ではなく丹波と記載されているので、伊賀仁木氏は丹波仁木氏の系統か）それとは別に、仁木右兵衛督義持（異同・義廣）伊勢丹波仁木殿当御奉公との記述がある。
永禄8年（1565年）に仁木刑部大輔長頼は和田惟政宛てに足利義昭の興福寺脱出に協力する旨の書状を送っており（『和田文書』）、
『足利季世記』にも矢島御所の義昭を訪ねた中に仁木伊賀守義廣の名があるが、永禄9年（1566年）以降義昭に仕えていた人物は仁木伊賀守義政とある。
義政は永禄10年（1567年）に足利義昭が一乗谷の朝倉義景を頼った際も行動を共にしており、南陽寺で催された歌会では「永き日も覚えず暮る夜を懸て飽ぬは花の糸桜哉」と義昭の次に詠んでいることや、義昭の元服の際も義景と同列に扱われており、位の高さが覗える。（『朝倉顛末記』）
仁木義政は六角氏綱の子の八幡山義昌と同一人物であり義景の父であるという説があるが、義昌は永禄4年（1561年）に死去している（『江源武鑑』）。
義昌の子、河端兵部丞は足利義輝と共に討死しており、同じく討死したとされる仁木頼景（輝綱?）と混同したのではないか。
別の資料には上の歌を詠んだ人物は仁木義廣の名で記されているため、仁木義廣と義政は同一人物であろう。
天正元年（1573年）義昭が織田信長と敵対した際に義政は山岡景友らと石山で挙兵したが降伏している。義昭が槇島城に立て籠もった際も近習したが、落城前に我先と逃亡したと『明智軍記』には記されている。その後義昭が備後国へ下向した際には名前はない。
他には「柘植家譜」に大永年間(1521-1528)において足利義稙は仁木兵部少輔を伊賀国の守護職に任じたが、柘植一族はそれに従わず、しばしば反抗の戦を挑み、遂に仁木兵部を討ち滅ぼしてしまったとある。仁木氏は系図を含め資料が少ないため、この人物については信憑性を含め不明であるが、
資料によっては伊賀の守護職は伊賀仁木氏ではなく、伊勢仁木氏の貞長-高長に継承されている。高長は永正16年（1520年）に死去しているが、高長の子の晴定の通称は六郎四郎であり次郎四郎ではなく、晴定の弟晴国の通称も不明で、別の子がいた可能性がある。
『阿波誌』によると、永禄8年(1565年)に京より阿波に赴き上大野城を築いた同名の仁木伊賀守高長という人物がいるが、永正8年（1512年）の誤りではないかと推測する。